# PC Tools
PC Tools – utworzona w 2003 pod nazwą WinGuides.com, firma produkująca oprogramowanie zabezpieczające dla komputerów osobistych dla systemów Microsoft Windows oraz OS X. Siedzibą główną firmy był Luksemburg. Ponadto miała biura w Australii, Wielkiej Brytanii, USA oraz na Ukrainie. Firma zatrudniała około 200 pracowników. PC Tools zdobył wiele nagród dla swoich produktów. Firma stworzyła między innymi PC Tools Firewall Plus, darmową zaporę sieciową.

## Przejęcie przez Symantec
18 sierpnia 2008 roku nastąpiło przejęcie przez Symantec, jednak PC Tools oddzielnie oferował swoje produkty do 4 grudnia 2013 roku.